# Distrito electoral local 15 de Chihuahua
El Distrito electoral local 15 de Chihuahua es uno de los 22 distritos electorales en los que se encuentra dividido el territorio del estado de Chihuahua y uno de los 5 en los que se divide la ciudad de Chihuahua. Su cabecera es Chihuahua.
Desde el proceso de redistritación de 2022 abarca la zona centro y una parte de la zona norte de la ciudad de Chihuahua.

## Distritaciones anteriores

### Distritación de 1989
En la distritación de 1989 este distrito fue introducido teniendo como cabecera a la ciudad de Chihuahua, abarcando la zona sur del Municipio de Chihuahua así como la totalidad del Municipio de Aldama.

### Distritación de 1995
Para 1995 el distrito pasó a tener cabecera en Guachochi abarcando los municipios de Batopilas, Bocoyna, Carichí, Cusihuiriachi, Chínipas, Guachochi, Guazapares, Maguarichi, Morelos, Nonoava y Urique.

### Distritación de 1997
En 1997 pasó a tener su cabecera en Camargo, abarcando los municipios La Cruz, Camargo, Jiménez, San Francisco de Conchos y Saucillo.

### Distritación de 2012
Para 2012 el distrito cambió su cabecera a la ciudad de Chihuahua, abarcando el norte de la ciudad además de la zona norte del Municipio de Chihuahua.

### Distritación de 2015
Entre 2015 y 2022, el distrito continuó teniendo su cabecera en la ciudad de Chihuahua, esta vez abarcando la zona oeste de la ciudad y la parte centro oeste del Municipio de Chihuahua.

## Diputados por el distrito
| Diputado                       | Grupo parlamentario | Legislatura | Periodo     | Cabecera distrital Según cada distritación |
| ------------------------------ | ------------------- | ----------- | ----------- | ------------------------------------------ |
| María del Carmen Ordaz Morales |                     | LVI         | 1989 - 1992 | Chihuahua                                  |
| Leandro Luján Peña             |                     | LVII        | 1992 - 1995 | Chihuahua                                  |
| Ismael Díaz Carrillo           |                     | LVIII       | 1995 - 1998 | Guachochi                                  |
| Manuel Monárrez Huerta         |                     | LIX         | 1998 - 2001 | Camargo                                    |
| Manuel Acosta Lara             |                     | LX          | 2001 - 2004 | Camargo                                    |
| César Cabello Ramírez          |                     | LXI         | 2004 - 2007 | Camargo                                    |
| Arturo Zubía Fernández         |                     | LXII        | 2007 - 2010 | Camargo                                    |
| Carolina Medina Solís          |                     | LXII        | 2010        | Camargo                                    |
| Jesús José Sáenz Gavaldón      |                     | LXIII       | 2010 - 2013 | Camargo                                    |
| Ernesto Samaniego Meléndez     |                     | LXIII       | 2010        | Camargo                                    |
| Rodrigo de la Rosa Ramírez     |                     | LXIV        | 2013 - 2016 | Chihuahua                                  |
| Jorge Soto Prieto              |                     | LXV         | 2016 - 2018 | Chihuahua                                  |
| Jorge Soto Prieto              |                     | LXVI        | 2018 - 2021 | Chihuahua                                  |
| Alfredo Chávez Madrid          |                     | LXVII       | 2021 -      | Chihuahua                                  |

## Resultados Electorales

### 2016
|  | 57.98 % |

|  | 21.26 % |

|  | 1.71 % |

|  | 5.74 % |

|  | 5.59 % |

|  | 4.46 % |

|  | 0.21 % |

|  | 3.06 % |

|  | 100.00 % |

### 2013
|  | 32.50 % |

|  | 44.50 % |

|  | 3.32 % |

|  | 4.83 % |

|  | 2.71 % |

|  | 6.50 % |

|  | 0.34 % |

|  | 5.31 % |

|  | 100.00 % |

### 2010
|  | 33.76 % |

|  | 44.99 % |

|  | 3.20 % |

|  | 1.33 % |

|  | 0.28 % |

|  | 0.32 % |

|  | 6.65 % |

|  | 100.00 % |

### 2007
|  | 48.77 % |

|  | 38.25 % |

|  | 8.15 % |

|  | 1.98 % |

|  | 0.41 % |

|  | 0.56 % |

|  | 0.05 % |

|  | 1.83 % |

|  | 100.00 % |

### 2004
|  | 47.73 % |

|  | 50.35 % |

|  | 0.00 % |

|  | 1.92 % |

|  | 100.00 % |

### 2001
|  | 45.00 % |

|  | 48.24 % |

|  | 3.11 % |

|  | 0.80 % |

|  | 0.56 % |

|  | 0.00 % |

|  | 0.00 % |

|  | 0.02 % |

|  | 1.33 % |

|  | 100.00 % |

### 1998
|  | 45.73 % |

|  | 46.19 % |

|  | 3.87 % |

|  | 0.21 % |

|  | 1.46 % |

|  | 0.91 % |

|  | 0.01 % |

|  | 1.62 % |

|  | 100.00 % |

### 1992
|  | 46.11 % |

|  | 45.27 % |

|  | 0.54 % |

|  | 0.34 % |

|  | 3.75 % |

|  | 0.01 % |

|  | 1.47 % |

|  | 100.00 % |

### 1989
|  | 36.15 % |

|  | 49.64 % |

|  | 1.07 % |

|  | 0.22 % |

|  | 1.67 % |

|  | 6.89 % |

|  | 0.01 % |

|  | 4.34 % |

|  | 100.00 % |